# Prasinoderma
A Prasinoderma a Prasinodermophyta Prasinodermophyceae csoportjának egyetlen nemzetsége. Mindkét faja egysejtű, de a Prasinoderma coloniale laza ragadós kolóniákat alkot.

## Történet

### A Prasinodermophyta felfedezése előtt
A Prasinodermát 1996-ban írták le Haszegava és Csihara egy fajjal (Prasinoderma coloniale). Második faját, a Prasinoderma singularist Jouenne írta le 2011-ben, de egyes 2023–2024-es tanulmányokban P. singulareként szerepel.
Korábban a Prasinophyta VI. kládjának Prasinococcales rendjébe sorolták, és bazális valódizöldmoszat-kládnak tekintették. Leliaert et al. 2016-ban nevezték el a VI. kládot Palmophyllophyceaenek. Adl et al. 2019-es rendszertanában is a valódi zöldmoszatok Palmophyllophyceae osztálya Prasinococcales rendjében szerepelt,

### A Prasinodermophyta felfedezésétől
2020-ban Li et al. kimutatták, hogy a Chlorophyta és a Streptophyta közös kládjának testvértörzsébe tartozik, ezt Prasinodermophytának nevezték el, a Prasinodermát pedig egy kizárólag e nemzetséget tartalmazó osztályba helyezték, ez lett a Prasinodermophyceae, egyetlen rendje a Prasinodermales, egyetlen családja a Prasinodermaceae. Az önmagában a P. coloniale általi hosszúág-vonzás kérdésének ellenőrzésére a Prasinococcus capsulatust is hozzáadták a filogenetikus fához.
2023-ban Yang et al. a visszatérést a Palmophyllophyceae egyetlen osztálykénti használatára a Mamiellophyceae kládhoz hasonló genetikai különbségek és a Prasinococcus ismeretlen helye miatt.

## Morfológia
Planktonikus nemzetség egysejtű vagy sejtkolónia-képző fajokkal. Ostora és pikkelyei nincsenek.

## Életmód
Fajai fotoszintetikus egysejtű vagy kolóniaképző élőlények.

## Életciklus
Ivartalan szaporodása aszimmetrikus kettéhasadással történik: egyik utódsejtje a szülősejt falát tartja meg, a másik új sejtfallal rendelkezik. A meiózishoz kapcsolódó 40 ismert génből 31 – több, mint például a Symbiodiniumban vagy a Trichomonasban ismert ilyen gének (25 és 27) –, köztük a 11 ismert meiózisspecifikus génből 8 ismert a P. colonialében – több, mint például a Giardia 5 vagy az Auxenochlorella és Helicosporidium 4 ismert génje, de a Micromonas ilyen génjei számával közel azonos. Ivaros szaporodása ennek ellenére nem ismert, de létezhet.
Életciklusában nem ismert ostoros szakasz, azonban mivel rendelkezik több olyan fehérjével, mellyel a legtöbb ostor nélküli faj nem – ilyenek például a dinein-nehézláncok (DHC), a központipár-, a legtöbb ostorbelitranszport- (IFT) és sugarastüske-fehérje (RSP) –, azonban a Prasinoderma colonialében Li et al. 217 ostorfehérjét azonosított, ebből 50 az ostorok kialakításában fontos. Ilyen fehérjék például a 12 IFT-fehérje, a 6 DHC és az RSP3, mely alapján a Prasinodermáról feltételezték, hogy lehet ostoros szakasza. A központi mikrotubuluspár PF6 fehérjéje hiánya alapján a P. coloniale ostoros szakasza rövid és feltehetően rejtett lehet.

## Genetika
Egy VPS13M fehérjéje van a Prasinodermophyta többi ismert tagjához és a Chlorophytához hasonlóan, emellett rendelkezik egy VPS13Y fehérjével. Egy P. coloniale-szekvencia VPS13-fehérjéje ismeretlen helyzetű – lehet a VPS13M-hez képest bazális, de más csoportok rokona is lehet.

### Reakcióutak
Nikotinamid-adenin-dinukleotid- és nikotinamid-adenin-dinukleotid-foszfát-szintézis kinurenin- és aszpartátútja génjei is megtalálhatók, ezzel az első olyan klád, melyben igazolták a két út együttes létét.

### mtDNS
A Prasinoderma coloniale mtDNS-e 54 546 bp hosszú, 55 különböző génje van – ezzel az Ostreococcus tauri, a Micromonas pusilla és a Nephroselmis olivacea sok- és a Pycnococcus provasolii kevésgénes mitokondriális genomja közt van –, ebből 20 – köztük a két rRNS-gén – a nagy fordított ismétlődésű részben van. LSU rRNS-génje (rnl) 2 transz-splicinggal kikerülő I-es csoportbeli 2 részes intronnal rendelkezik, melyek töréspontja a cisz-splicinggal kivágott ortológok nyitott leolvasási keretének megfelelő helyen van. Cisz-splicinggal kivágott vagy II-es csoportbeli intronja nincs.
A Prasinoderma sp. NBRC 102842 mtDNS-e 37 590 bp, vagyis mintegy kétharmada a P. coloniale mtDNS-ének, és vele ellentétben nem rendelkezik nagy fordított ismétlődésű szakasszal, azonban annál több – 68 – gént tartalmaz.
Feltehetően nincs DMC1-e, mely a Drosophila és a Caenorhabditis rekombinációfüggetlen párosodási és szinapszismechanizmushoz való adaptációjával függhet össze.

#### Összehasonlítás hasonló csoportokkal
Az O. taurival, a M. pusillával, a N. olivaceával és a Pycnococcus provasoliival szemben mtDNS-e a szukcinát-dehidrogenáz 3. alegységét kódoló sdh3-at tartalmazza.
A Prasinophyta II. vagy III. kládjának genomjaiban jelenlévő, de a P. coloniale hiányzó 16 génje nincs jelen a Pycnococcusban sem. Ezek nem fokozatos, hanem feltehetően a V. és VI. kládban jelentkezett független génveszteségeket jelentenek.
A P. coloniale mtDNS-ének 73,8%-át fedik le állandósult gének, ezzel ez a legkevésbé sűrű a 2013-ig szekvenáltak közül. A kis ismétlődő szakaszok a genom közel 4%-át teszik ki.

### ptDNS
A P. coloniale CCMP:1220 ptDNS-ét 2014-ben szekvenálták. Körkörös, 77 750 bp hosszú, 115 génje tartalmazza a NADH:ubikinon-oxidoreduktáz mind a 11 alegységét, 19 közös géncsoportja van a Prasinoderma sp. NBRC 102842-vel, melyek együtt a Prasinoderma génjeinek 67%-át teszik ki.
7 LHC-klád tagjai vannak benne jelen – a P. coloniale 9 Lhca-gént tartalmaz, többet, mint a legtöbb korán kialakult valódizöldmoszat-csoportban és a Mesostigmában, ahol 6 van. A Mamiellophyceaehez hasonlóan 2 LHCX fehérjéje van. 3 hélixfehérjéje van a Cyanophora paradoxához hasonlóan. Más LHC-szerű fehérjék, például a RedCap, a Streptophytában megjelent SEP és az LHCL nincsenek jelen.
A sok klorofill a/b-kötő fehérje a kevés fényhez való adaptáció lehet, ahol hosszabb LHC-antennák kellenek. Ezt megerősíti az alacsony Chl a/b arány a Prasinodermophytában – ez a Prasinodermában 1,13, a Palmophyllumban 0,64 –, és hogy 6 ELIP-je (korai fényindukált fehérje) van, kevesebb, mint a legtöbb valódi zöldmoszatban (Ulva lactuca: 9, Chlamydomonas reinhardtii: 10) vagy a Streptophyta korai kládjaiban (Chlorokybus atmophyticus: 13, Klebsormidium nitens: 9).
A plasztisz-SSU rRNS 30. hélixének utolsó bázispárjával egyértelműen azonosítható a Prasinoderma: az e nemzetségben U–A, nem C–G.:1. kiegészítő adat

## Rendszertan
A nemzetség jelenleg 2 leírt fajt tartalmaz:
- Prasinoderma coloniale Hasegawa et Chihara 1996[3]
- Prasinoderma singularis Jouenne 2011[2] (= P. singulare orth. var.)

Emellett több végleges név nélküli faja is van.

## Fordítás
Ez a szócikk részben vagy egészben  a   Prasinoderma című angol Wikipédia-szócikk ezen változatának fordításán alapul.  Az eredeti cikk szerkesztőit annak laptörténete sorolja fel. Ez a jelzés csupán a megfogalmazás eredetét és a szerzői jogokat jelzi, nem szolgál a cikkben szereplő információk forrásmegjelöléseként.